# Doppelgänger

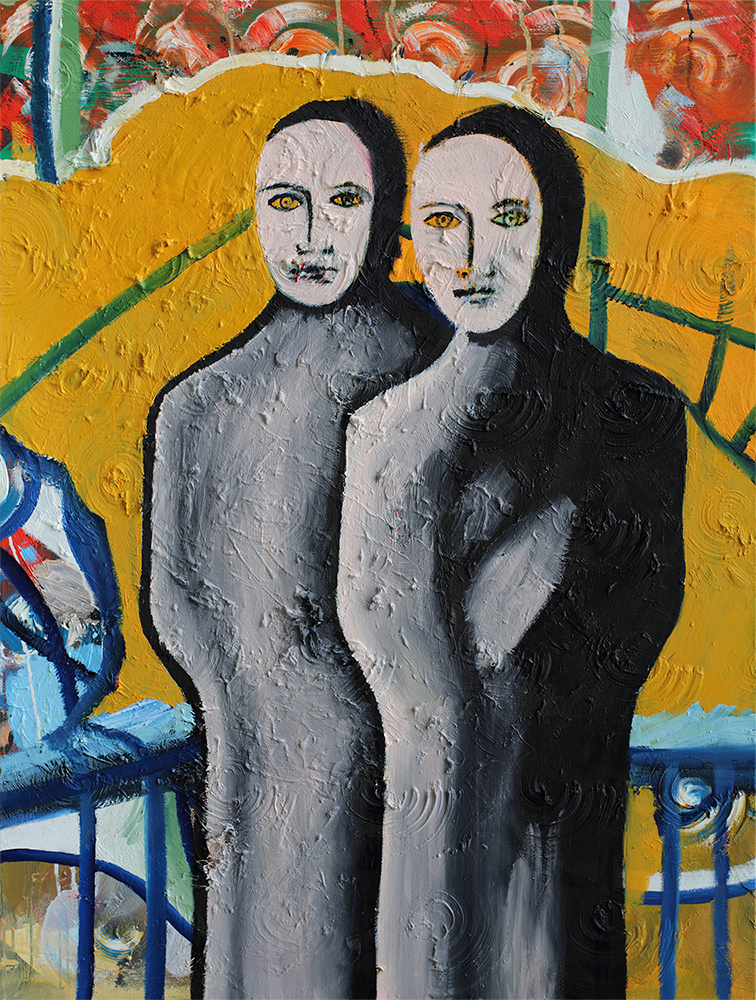
"Doppelgänger No. 1", pictura lui Sebastian Bieniek.

Un doppelgänger  - o dublură este un aspect asemănător non-biologic sau dublu al unei persoane vii, uneori portretizat ca un fenomen fantomatic sau paranormal și văzut de obicei ca aducător de ghinion. Alte tradiții și povestiri echivalează un doppelgänger cu un geamăn rău. În vremurile moderne, termenul de geamăn străin este ocazional folosit. Cuvântul "doppelgänger" este adesea folosit într-un sens mai general și neutru, și în argou, pentru a descrie orice persoană care seamănă fizic cu o altă persoană. 

## Mitologie
Vorbitorii de limbă engleză au aplicat recent acest cuvânt german la un concept paranormal. Francis Grose, în Glosarul provincial din 1787 a folosit termenul "fetch", definit ca "apariție a unei persoane care trăiește". Cartea lui Catherine Crowe despre fenomene paranormale, The Night-Side of Nature (1848) a ajutat la popularizarea cuvântului german. Cu toate acestea, conceptul de alter ego și spirite duble ai apărut în folclor, mituri, concepte religioase și tradiții ale multor culturi din istoria omenirii.

## Exemple în viața reală
Izaak Walton a susținut că poetul metafizic englez John Donne a văzut doppelgängerul soției sale în 1617 la Paris, în aceeași noapte când a avut loc moartea fiicei lor nenăscute. 
Johann Wolfgang von Goethe, un dramaturg german, a descris o experiență în autobiografia sa Dichtung und Wahrheit, în care el și dublura sa au trecut călare unul pe lângă celălalt.

## Exemple în ficțiune

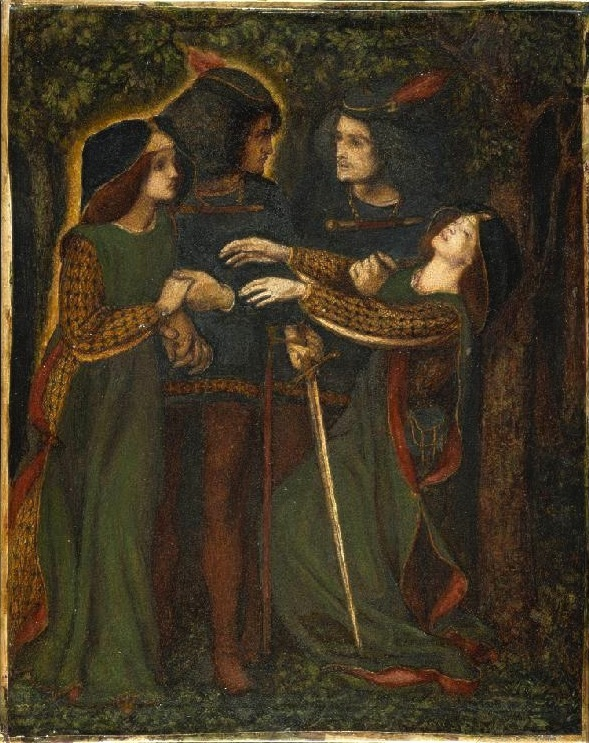
Dante Gabriel Rossetti, How They Met Themselves, acuarelă, 1864

### Exemple în literatură
În plus față de descrierea dublului doppelgänger ca o contrapondere a sinelui, drama lui Percy Bysshe Shelley, Prometheus Unbound, face referire la întâlnirea lui Zarathustra cu "propria sa imagine mergând pe jos prin grădină".
În Elixirul Diavolului (1815), un om ucide fratele și mama vitregă a iubitei sale prințese, apoi își găsește doppelgängerul condamnat la moarte pentru aceste crime în locul lui și îl eliberează numai pentru ca doppelgängerul să o ucidă pe iubita sa. Acesta a fost unul din romanele timpurii ale lui Ernst Theodor Amadeus Hoffmann. 
Romanul lui Feodor Dostoievski, Omul dedublat (1846), prezintă doppelgängerul ca o personalitate opusă care exploatează deficiențele personajului principal de a-și prelua viața. În Coborârea în iad (1939) de Charles Williams, personajul Pauline Anstruther își vede propriul doppelgänger toată viața ei. Povestea lui Clive Barker "Human Remains" din colecția Books of Blood  este o poveste de dragoste, iar motivul doppelgänger este un exemplu de ficțiune gotică. 
În cartea lui Stephen King, The Outsider, antagonistul este capabil să folosească ADN-ul persoanelor fizice pentru a deveni copia lor perfectă printr-o capacitate științifico-fantastică de a se transforma fizic. Aluzia la faptul că este un doppelganger este făcută de un grup care încearcă să-l oprească din a ucide din nou. Grupul discută, de asemenea, alte exemple despre alți doppelgangeri fictivi despre care se presupune că au apărut pe parcursul istoriei pentru a oferi un anumit context.  
"Prinț și cerșetor", de Mark Twain 

### Exemple în film
Actorul englez Roger Moore joacă un bărbat bântuit de un doppelganger, care îi apare  după o experiență aproape de moarte, în Omul care s-a bântuit singur (The Man Who Haunted Himself, 1977) regizat de Basil Dearden.
Filmul lui Jordan Peele Noi (2019) arată cum familia Wilson a fost atacată de dublurile lor cunoscute sub numele de "Tethered".
În filmul lui Richard Ayoade, Double, bazat pe romanul lui Feodor Dostoievski cu același nume, un om este tulburat de un doppelgänger care este angajat la locul său de muncă și îi afectează viața sa personală și profesională. 
Animatorul Jack King a creat un doppelganger pentru Donald Duck în Donald's Double Trouble (1946), în care dublura sa vorbește engleza perfect inteligibilă și este bine crescut.
Ethan și Sophie găsesc dublurile lor în The One I Love (2014) de Charlie McDowell.
Droopy are un geamăn identic în Droopy's Double Trouble (1951).

## Aplicații științifice
Criminologii găsesc o aplicație practică în conceptele de familiaritate și similitudine facială, datorită cazurilor de condamnări greșite, bazate pe mărturia martorilor oculari. Într-un caz, o persoană a petrecut 17 ani în spatele gratiilor, refuzând în mod persistent orice implicare în crima de care a fost acuzat. El a fost eliberat în cele din urmă după ce a fost găsit cineva care avea o asemănare izbitoare și același nume.

## Vezi si
- Alt ego
- bilocație
- Săptămâna Doppelganger
- Geamăn malefic
- Fetch (folclor)
- Fylgja
- The Outsider